# Couvent des Augustins de Vitré
Le couvent des Augustins de Vitré était un établissement religieux de culte catholique romain, situé à Vitré en Ille-et-Vilaine.

## Histoire

### Les origines
Le couvent fut fondé vers 1240 sous le vocable de la Trinité. Il semble pourtant que des religieux furent appelés à Vitré par la femme de Riwallon le Vicaire, premier baron de Vitré, dès la fin du Xe siècle. Elle leur édifia un petit monastère près l'église de la Trinité, au pied de son château de Vitré. À contrario, l'abbé Tresvaux affirme que le couvent des Augustins de Vitré ne fut fondé qu'en 1240 et qu'il appartenait à la réforme de Bourges. En 1199, Jean, chevalier, seigneur d'Erbrée, donna au prieuré Sainte-Croix de Vitré le tiers de sa terre, située dans la lande Pierre.
Il semblerait que le site ait été occupé depuis l'Antiquité. Saint Clair, le premier évêque de Nantes, aurait fait détruire à la fin du IIIe siècle, un temple dédié au dieu grec Pan, divinité de la Nature, protecteur des bergers et des troupeaux,  ainsi que celui dédié à la déesse Cérès à l'emplacement de l'église Notre-Dame.
Le couvent est situé sur une ancienne carrière de schiste qui a servi à construire le château de Vitré tout proche. Il bénéficie d'une position privilégiée, au pied de la falaise, le ruisseau Vernouzet au pied, à l'intersection du faubourg médiéval du Bourg-aux-Moines qui borde la rue menant à Rennes et du faubourg du Rachapt longeant les routes en direction de Fougères ou Saint-Malo.

### La conséquence des guerres de Religion
Durant les guerres de Religion, le couvent des Augustins ainsi que l'église sont incendiés le 17 juin 1592 par Jean du Mats de Montmartin, capitaine huguenot, commandé par le fils du gouverneur du château de Vitré. Les moines n'ont pas le temps d'emporter leurs affaires personnelles. La chapelle Saint-Jean-Baptiste fut seule conservée.
Puis au début du XVIIe siècle, il fut rebâti avec l'aide des habitants de la ville pour être achevé en 1620. La réforme y fut établie en 1618, et un chapitre provincial s'y tint en 1622. L'édifice, construit en grès de Vitré, était composé d'une chapelle, d'une salle du chapitre et d'une bâtisse abritant les cellules des moines.
En 1675, le monastère Saint-Nicolas et la chapelle Saint-Nicolas s'installent à proximité, dans le faubourg du Rachapt.

### La période post-révolutionnaire
En 1790, d'après la déclaration de leur prieur, le P. Veillard, les Augustins de Vitré possédaient sept closeries : la Mochetière en Argentré, la Furairie en Balazé, le Petit-Pont en Sainte-Croix, le Grand-Breil et le Bas-Chemin en Izé, la Roncinière en Saint-Martin et les Bas-Teilleuls en Pocé ; deux dîmereaux en Erbrée et la Chapelle-Erbrée ; quatre maisons et un jardin en Notre-Dame, et deux maisons et un jardin en Sainte-Croix de Vitré ; enfin, 705 livres de rentes foncières. Le total de leurs revenus était de 3 322 livres 16 sols 4 deniers, et leurs charges montaient à 1 073 livres 14 sols 9 deniers. Le couvent des Augustins de Vitré se trouvait au pied du château de cette ville, au bord de la rivière ; il n'en reste plus rien d'intéressant.
En l'an III (1795), le couvent est abandonné et vendu comme bien national. Au début du XIXe siècle, l'ancien couvent a subi l'infortune des ravages patrimoniaux de l'époque. Le couvent a été détruit en grande partie lors du percement des voies allant vers Rennes et Fougères pour un accès plus aisé vers ces deux villes alors en plein développement. Les parties bordant les nouvelles voies sont des bâtiments de type Haussmann avec une toiture à la Mansart. Le niveau de la rue a été rehaussé d'environ 2 mètres ; c'est pour cela que les fenêtres gothiques sont relativement basses à l'heure actuelle.

### XXeetXXIesiècles
Au XXe siècle, un autre évènement a frappé l'ancien couvent des Augustins. En 1957, un camion de gros gabarit s'est écrasé contre la façade située à l'angle de la rue de Brest (direction Rennes) et de la rue des Augustins (direction Fougères). Cette partie fut alors rasée et une rotonde a été reconstruite à la place.
Les seules parties du couvent originel sont situées sur la façade nord du bâtiment principal qui a été restauré en 1988. Il abrite à l'étage les anciennes cellules des moines dont subsiste une ancienne cloison du XVIIe siècle.
Au rez-de-chaussée, il a conservé ses deux grandes fenêtres gothiques et un plafond peint de la première moitié du XVIIe siècle où l'on peut lire cette inscription : « Noli aruerre derisorem ne oderitte argue sapientem et diliget te » (« Ne reprends pas le railleur, il te haïrait, reprends le sage, il t'aimera » ― La Bible de Jérusalem, Proverbe 8, chapitre IX).
L'ancien couvent des Augustins fait maintenant partie du patrimoine d'Ille-et-Vilaine.

### Héraldique
« D'or, à un cœur enflammé de gueules percé de deux flèches en sautoir de sable ferrées d'argent » ― Armorial général manuscrit de 1698.